# Zbrodnia ferpekcyjna
Zbrodnia ferpekcyjna (hiszp. Crimen ferpecto) – hiszpańsko-włoska komedia kryminalna z 2004 roku w reżyserii Álexa de la Iglesii. Zdjęcia kręcono w Madrycie.

## Obsada
- Guillermo Toledo – Rafael González
- Mónica Cervera – Lourdes
- Luis Varela – Don Antonio Fraguas
- Enrique Villén – Inspektor Campoy
- Fernando Tejero – Alonso
- Javier Gutiérrez – Jaime
- Kira Miró – Roxanne
- Gracia Olayo – Concha
- José Alias – Matías
- Penélope Velasco – Susana
- Montse Mostaza – Helena
- Enrique Martínez – Pepón